# دهنة سهراب (تشكدان)
دهنة سهراب (بالفارسية: دهنه سهرآب) هي قرية تقع في إيران في هرمزغان. يقدر عدد سكانها بـ 84 نسمة .